# Bokito
Bokito est une commune du Cameroun située dans la région du Centre et le département du Mbam-et-Inoubou, à 100 km au nord de Yaoundé.

## Population
Lors du recensement de 2005, la commune comptait officiellement 40 228 habitants (dont 4 273 pour la ville de Bokito). Mais le plan communale de 2019 donne, pour la même année 2005, le chiffre de 40 795 habitants pour toute la commune.

## Organisation

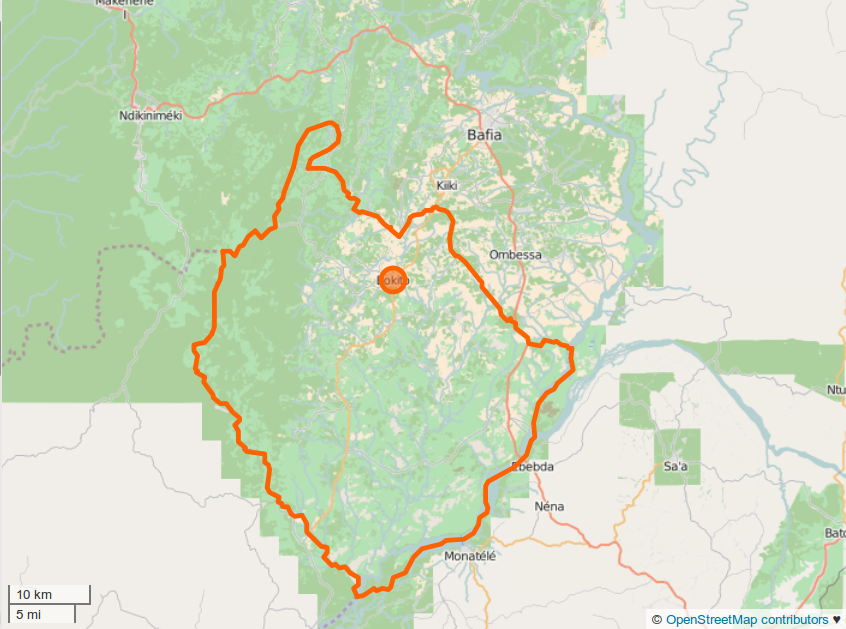
.

Outre Bokito et ses quartiers, la commune comprend les villages suivants :
- Assala
- Bakoa
- Balamba
- Bassolo
- Batanga
- Begni
- Boalondo
- Bokaga
- Bongando
- Bongo
- Botatango
- Botombo
- Bougnoungoulouk
- Ediolomo
- Gueboba
- Guéfigué
- Kananga
- Kedia
- Kilikoto
- Mbola
- Nyamanga
- Omende
- Ossimb
- Tchekos
- Tobagne
- Yambassa
- Yangben
- Yorro

## Santé
Le Centre Médical d'Arrondissement est la principale structure sanitaire entourée par 12 centres de santé intégrés (Assala,Balamba,Bakoa,Batanga-Niki,Bongo,Bougnoungoulouk,Guefigé,Nissiomo,Omende,Ossimb,Tchékos et Yangben).

## Personnalités nées à Bokito
- James Onobiono, industriel et homme d'affaires

## Jumelages
- Granby (Québec) (Canada) depuis mars 1980